# Tegano (Salomonen)
Tegano (teilweise auch Hutuana) ist ein Dorf auf der Insel Rennell, die zu der Inselgruppe der Salomonen gehört und in der Provinz Rennell und Bellona liegt. 
Das Dorf liegt in einem See, der auch Tegano genannt wird. Östlich davon liegt Nuipani. Von dort gelangt man mit einem Boot oder zu Fuß in 45 Minuten nach Tegano. 
Das Dorf hat etwa 120 Einwohner. Die Einwohner gehören zu den Siebenten-Tags-Adventisten (STA). Die Polizeistation der Insel Tigoa ist auch zuständig für Tegano. Die polizeiliche Verwaltung liegt in den Händen der Provinzregierung.   